# 코믹월드

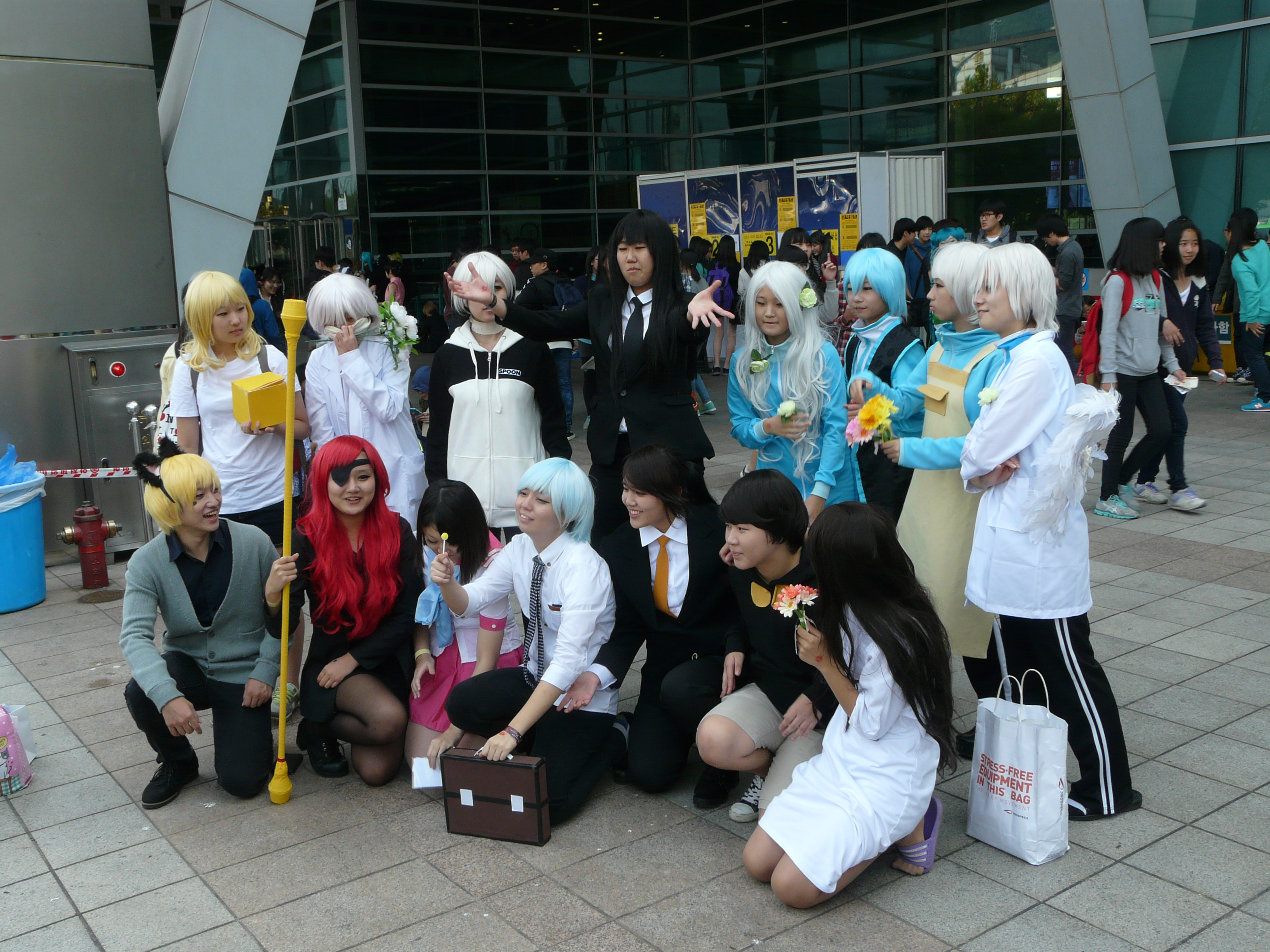
2013년 개최 당시 코스프레 모습

코믹월드(일본어: コミックワールド 코밋쿠와루도[*] 영어: Comic World)는 일본의 만화 관련 업체인 S.E.TECHNO가 주최하는 아마추어 만화 행사이다. 대한민국, 일본, 홍콩에서 열리고 있으며, 대한민국에서는 동인 행사 자체가 적은 특성때문에 대표적인 동인 행사로 자리잡고 있다. 대한민국에서는 코믹으로 줄여서
부르고 있으며, 서울과 부산에서 이루어지는 코믹을 각각 서코(서울 코믹월드)와 부코(부산 코믹월드)로 줄여 부르기도 한다.

## 개요
코믹월드는 본래 일본의 소규모 만화 동인 행사에서 시작되었다. 대한민국에서는 1999년 5월 처음 개최된 이후 대한민국의 코믹마켓으로 여겨질 정도로 많은 인기와 참가자수를 자랑한다. 서울을 시작으로 부산(2000년 11월), 대구(2001년 8월)에서도 개최되었다. 같은 회사에서 개최하는 행사로는 아이돌 팬 행사인 FAN(2001년 10월), 성인 전용 행사인 어덜트코믹(2002년 1월), 부산 월드하비(2003년 11월)가 있다.
코믹월드에서는 기본적으로 전시 부스와 ,탈의실 등을 제공하며, 일러스트나 코스프레 콘테스트, 코스프레 무대행사, 만화노래 부르기 대회, 웹툰작가들과의 특별대화 등을 개최한다.
현재 서울 코믹월드가 월 1회, 부산 코믹월드가 두 달에 한 번, 어덜트코믹이 6개월에 한 번 정도의 간격으로 열리고 있으며 FAN은 2003년 11회, 대구 코믹월드는 2002년 6회 이후 열리지 않고 있다가 2016년 10월 23일에 다시 열리게 되었다.
2010년 1월부터 서울 코믹월드에서 코스프레 등록제를 시행하게 되었으며 부산 코믹월드는 2010년 3월부터 코스프레 등록제를 시행하였다. 참고로 코스프레 의상을 착용한 상태에서는 등록 및 입장이 거절되고 있다.

## 특징
순수한 동인들의 행사로 시작한 ACA 만화축제, CAN 등과 달리 코믹월드는 처음부터 상업적 목적을 갖고 시작했기에 큰 규모와 잦은 행사 개최로 압도적인 지지도와 인기를 얻었다. 현재 코믹월드의 부스는 전 회의 코믹월드부터 예약을 받고 있는데, 이 예약이 전회 코믹월드의 접수 당일날 끝나 버릴 정도로 인기가 대단하다.
또한 부스 분야가 매우 크다. 애니메이션뿐만 아니라 대한민국의 웹툰, 게임에 이르기까지 다양한 계층을 가지고 있다. 심지어 자작 캐릭터를 파는 부스도 있다. 파는 물건들도 종류가 다양한데, 기본적인 동인지에서 카드텍, 안경닦이, 인형,마우스,볼펜, 부채, 머그컵, 포스터, 엽서, 워터볼 등 많은 종류의 물품들을 팔고 있다.

## 논쟁점
초기에는 만화 중심의 동인지 판매회로 시작했음에도 아이돌 스타의 팬클럽 참가가 늘어나 만화 팬과의 충돌이 일어났고, 동인지 없이 팬시와 소품만 판매하는 부스가 늘어나 문제시되기도 했다. 결국 연예인 팬아트를 중심으로 하는 행사 'FAN'이 코믹월드와 분리되어 따로 개최되었고 성인용 동인지를 취급하는 어덜트코믹이 별도로 개최되었으나 곧 스타 코스어를 포함한 아이돌 팬들이 2002~3년경 코믹월드 중심의 행사들을 탈피해 유야무야되었다.
또한 주요 참가자들이 크게 코스프레 참가자와 만화 동인지나 팬시를 제작하는 참가자, 그리고 이를 구매하는 참가자로 나뉘어 있는데, 코믹월드에서는 이 중에서 동인지나 만화 계열 참가자를 배려하는데도 불구하고 동인지보다 팬시 제작 참가자의 수가 지나치게 많은 점(팬시 제작은 주로 상업주의적 측면이 강해서 본질적인 수준 발전에 저해가 된다), 또한 만화 이외의 동인 부스에 대한 명시되지 않은 참가 불가 방침을 세우고 있어 논란이 되기도 했다. 2007년에는 위조지폐 사건이 일어나기도 했다. 이에 대해 다른 회사들이 대안적인 행사(COSPI, 코믹페스티벌)들을 개최하였으나 이 시도들은 모두 좌절되었다.
그리고 서울 코믹월드와 부산 코믹월드외에 대구 코믹월드도 있었으나, 2001년에 시작된 대구 코믹월드는, KTX 개통으로 인한 서울 코믹월드, 부산 코믹월드의 입김 영향으로, 2004년 11월 17일을 끝으로 폐지가 되었다가 2017년 4월 1일 약 13년만에 다시 열렸다.
참가자들의 일탈 행동이 통제되지 않는 것도 문제로 지적된다. 코스프레 참가자들이 청소년들도 많이 있기 때문에 행사장과 주위 공원에 무단 쓰레기 투기나 위세를 떨치는 행위들 이외에도 행사장 주변에서 노점상들이 폭리를 취하는 행위, 미성년자들이 화장실이나 행사장 근처의 인적이 드문 곳에서 담배를 피우는 행위 또한 문제시되고 있다.

### 코스프레 등록제
한편, 에스이테크노측에서는 기존의 서울 코믹월드는 2010년 1월부터, 부산은 2010년 3월부터 코스어들을 대상으로 코스프레 등록제를 시행하고 있다. 코스프레 등록제란 코믹월드 행사장 안에서만 평상복에서 코스옷으로 갈아입을 수 있도록 하고 집이나 전철역사 화장실 등에서 미리 코스옷으로 갈아입었을 경우 강제 퇴장 및 귀가조치를 시키는 제도로서 코스어에게는 허가된 손목띠를 의무적으로 착용하게 하고 있다.
제도를 시행하게 된 이유는 두 가지로, 첫째로는 코스프레 참가자들이 행사장으로 출발하기 전부터 의상을 입고 대중교통을 이용하는 행위로 인하여 도보 행인들이나 해당지역 주민 및 지하철 승객들로부터 불만과 항의가 제기되었다는 것이고, 둘째로는 코스어들이 입장을 하지 않고 주위에서 코스를 하는 상황에서 이에 따르는 시민들의 항의를 감수해야 하는 상황을 더 이상 참기 힘들었기 때문으로 보인다. 실제로 제도 시행 이후 코스어들이 행사장으로 출발하기 전부터 의상을 입고 오거나, 지하철 역사나 인접 건물의 화장실에서 옷을 갈아 입는 행위가 감소하였다.
등록제 이후 코스프레 행동은 코믹월드 행사동안에만 한정하며 행사종료 후에는 모든 코스프레 행동이 금지되므로 코스어들은 행사종료 전까지 평상복으로 갈아입어야 한다. 그러나 실제로는 코믹월드가 개최되는 장소 바깥의 지역들(양재천이나 양재 시민의 숲)에서 코믹월드 스탭의 계도가 강제성을 발휘할 수 없어 등록을 하지 않고 인근 지역에서 코스프레를 하더라도 코믹월드의 제제에 실효성이 없다. 또한 코믹월드에서 등록시에 제출하도록 하는 신청서에는 본명, 나이, 연락처 등의 개인정보사항을 과다하게 수집하고 있는데, 이러한 개인정보를 수집하는 이유에 대한 해명이 없다.
2012년부터는 서울 및 부산 코믹월드 행사 때 모두 코스프레 등록비를 징수하기로 확정하여 앞으로는 코스프레 등록시 입장료 외에 코스프레 등록비를 별도로 지불해야 한다.

## 사건 및 사고
- 광복절 기모노 코스사건 : 2005년 8월에 열렸던 행사 때 일어난 사건으로 한 코스어가 광복절에 일본 전통의상인 기모노 복장으로 코스프레를 하여 누리꾼들 사이에서 논란이 제기된 사건이며 매스컴에까지 알려져 사회적으로 충격적인 사건으로 기록되었다. 실제로 이 코스어는 코스복장으로 일본 기모노 차림에 태극기까지 들고나와 태극기를 허리띠 및 앞치마로 삼아 나라와 겨레를 모독하거나 일제(日帝)의 식민지배를 찬양하고 미화하는 것이 아니냐는 비판과 항의를 받았다. 이 사건을 계기로 주최측은 광복절 당일동안은 코스프레 행동을 전면금지시켰다. 참고로 2009년 8월 15일(토요일)에는 코스프레 행사가 열리지 않았다. 공교스럽게도 2005년은 광복 60주년에, 을사늑약 체결 100년, 그리고 동년 2월 주한 일본대사의 독도 망언과 3월 일본 시마네현의 '다케시마(竹島)의 날' 선포까지 겹쳐서 반일(反日) 감정이 극에 달했던 시기이자 역사적으로 민감한 시기라 더욱 논란을 증폭시켰다.

- 위조지폐 사건 : 2007년 1월, 서울에서 열린 63회 서울코믹월드 행사때 한 부스에서 만원권 위조지폐를 사용한 사건으로, 코믹월드 사상 통화위조로 인하여 경악한 사건이다.

- 성추행 사건 : 2008년 12월 서울에서 열린 행사 때 한 남성의 백허그(뒤에서 안는행위) 포즈를 통해 일어난 성추행 사건으로 확대되어 논란이 된 사건이다. 이를 계기로 주최측은 코스프레의 프리허그를 전면 금지했다.

- 쇠파이프 사건 : 2009년 2월 서울에서 열린 행사 때 한 사람이 상대방을 향해 쇠파이프를 들고 폭행한 사건으로 가해자가 경찰에 연행된 사건이다.

- 아르바이트생 폭언사건 : 2009년 3월과 6월, 코믹월드 아르바이트생 김 모 씨가 밀리터리 코스튬플레이를 한 입장객들을 상대로 아무 이유 없이 폭언과 협박을 한 사건이다.

- 2009년 광복절 개최 사건: 2009년 8월 15일에 열린 코믹월드에서는 '광복절 기모노 코스프레'사건 계기로 이 날에는 코스프레를 전면 금지하였다.

- 부산 벡스코 사건: 2010년 1월 부산 벡스코에서 열렸던 행사 때 일부 코스어들의 잦은 말썽과 사고 등으로 주최사측이 대관사측인 벡스코로부터 엄중경고를 당했던 사건이다. 이를 통해 주최측은 관련 긴급공지문을 홈페이지에 게재하였으며 부산 코믹월드에서도 2010년 3월부터 코스프레 등록제를 공식 시행하게 되었다.

- 서울코믹월드 취재 괴담 사건: 2010년 8월 29일은 경술국치의 날이며, 100주년을 맞이하는 날이였다. 그 날 코스프레를 한사람들은 웃대인들한테 욕을 먹거나 계란을 맞는 등 참사가 있었다고 한다.

- 도쿄핫 BGM 사건 : 2010년 12월부터 2011년 2월 13일 부산 벡스코에서 열린 행사의 일부에 일본 AV 제작사 도쿄핫의 BGM을 재생한 사건이다. 당시 그 BGM을 들은 몇몇사람은 매우 당황했으나, 주최측은 아무 조치도 취하지 않았다.

- 동아리 접수과정 사고 : 2011년 8월 105회 서울 코믹월드 참가예정인 동아리 부스 신청과정에서 담당자의 실수로 인해 접수를 뒤늦게 받게되는 사고가 일어나기도 하여 동아리 부스 참가자들의 반발을 사기도 하였다. 이에 주최측은 홈페이지에 사과문을 올렸으며 105회 서울 코믹월드 일요일 행사 때 열릴 예정이었던 이벤트 무대행사를 생략하고 양일 모두 동아리 판매전 위주로 진행할 것이라는 입장을 밝혔다.

- 서울 코믹월드 벽돌 살인미수 사건 : 2013년 5월 26일 116회 서울 코믹월드에서 한 20대 초반 청년이, 한 사람을 벽돌로 죽이려 했으나 스탭과 다른 참가자가 저지하여 미수에 그쳤다.[3]

- 세월호 침몰 사고로 인한 연기 : 2014년 4월 16일 오전 8시 48분에 발생한 세월호 침몰 사고로 애도를 표현하고자 2014년 5월 4일-5일에 열릴 예정이었던 제124회 서울코믹월드를 5월 31일-6월 1일로 연기되었고,[4] 비슷한 시각 2014년 5월 17일-18일에 열린 제86회 부산코믹월드도 양일 모두 이벤트 무대행사를 취소하고 판매전 위주로 진행하였다.[5]

- 러브라이브 팬과 아이마스 팬의 대립 : 2015년 3월 28일 러브라이브 팬들과 프로듀스 코스프레를 한 아이돌마스터 팬들이 서로 대립하였다.

- 매니저 성추행 사건 : 2018년 2월 25일 네이버 카페 코사모의 전 매니저가 한 코스어와 촬영을 진행하던 중 코스어한테 무리한 포즈 등을 요구하여 문제가 되었다.

- 코스프레 팀 멤버 불참 사건 : 2018년 10월 21일 한 코스프레팀 멤버가 코스 전날에 친척상으로 인해 불참을 하게 되자 팀 측에서 조문을 하지 않고 불참 멤버에게 사망진단서와 사과문을 요구하여 논란이 되기도 하였다.

- 2022년 12월 24일 ~ 25일: aT센터 2층에서 1층으로 내려가는 에스컬레이터에서 참가자들이 넘어지는 사고가 발생했다.[6]

- 2023년 물품도난사고: 2023년 3월 4일 한 부스에서 현금보관함이 통째로 도난당하는 사건이 발생하였다.[7]
물품보관소 이용 시 물건 도난사고가 발생하였다. 주최측은 경찰에 신고를 한 상태.[8]

- 2025년 7월 19일 ~ 20일: 킨텍스 자동차 전시해 둔 곳 주변에서 유리조각, 나사가 발견되었다.

## 용어설명
- 동아리(서클) : 행사에 참가하기 위한 동인들의 모임.
- 부스 : 행사 전시장 안에서 판매 등의 행위를 할 수 있는 장소이자 동아리가 위치하는 기본 단위. 코믹월드에서는 책상 하나와 의자 한 개를 하나의 부스로 판매한다. 의자는 별도비용을 내고 추가신청이 가능하다.
- 회지 : 코믹월드 안에서 판매하기 위해 만든 동인지. 2차 창작물과 순수 창작물을 포함하며 대부분 만화로 이루어져 있다.
- 팬시 : 열쇠고리, 뱃지, 손가방 등 회지를 제외한 캐릭터 상품. 회지에 비해 쉽고 빠르게 제작하면서도 더 많은 이익을 얻을 수 있어, 현재 코믹월드에서는 회지보다 팬시의 비중이 더 많다.
- 디스플레이(디스) : 부스의 이름을 알리고 홍보를 하기 위해 만든 일종의 입간판. 너비와 높이 등 크기에 제한을 두고 있다.
- 위탁/위탁 판매/위탁 참가 : 직접 부스를 열어서 참가하지 않고, 다른 동아리나 부스를 통해 회지 등을 판매하는 것. 코믹월드가 지원하지는 않으며 추첨에서 떨어졌거나 개인 사정 등으로 인해 참가하지 못했을 경우, 친한 참가자에게 부탁하여 이루어지는 경우가 대부분이다.

## 같이 보기
- 동인지
- 회상록
- 팬코스프레
- S.E.TECHNO
- 코스프레
- 코미푸로
- 코믹마켓
- 아니메 엑스포
- 코믹 피에스타